# Kurzkopffrösche
Als Kurzkopffrösche (Brevicipitidae) bezeichnet man eine Familie innerhalb der Ordnung der Froschlurche, die in den östlichen und südlichen Teilen Subsahara-Afrikas beheimatet ist. Ihr Verbreitungsgebiet erstreckt sich dabei von Äthiopien bis Angola und Südafrika. Die Arten der Gattungen Callulina und Spelaeophryne sind in den Eastern Arc Mountains in Tansania endemisch.

## Merkmale
Alle Arten der Kurzkopffrösche haben sehr kleine Köpfe und Hinterbeine, die Männchen sind meist weitaus kleiner als die Weibchen. Bei einigen Arten (besonders der Gattung Breviceps) ist der Größenunterschied so enorm, dass die Männchen aufgrund der kleinen Hinterbeine den Amplexus, die Klammerhaltung während der Paarung, nicht ausführen können. Deshalb wird bei der Paarung ein Haftsekret abgesondert, damit das Männchen nicht abrutscht. Die Eier werden in der Erde abgelegt. Daraus schlüpfen fertig entwickelte Frösche ohne Entwicklung in einer Kaulquappenphase.

## Systematik
Die Kurzkopffrösche wurden früher zur Familie der Microhylidae gezählt, neuere molekulargenetische Analysen lassen jedoch einen gemeinsamen Vorfahr mit Hyperoliidae, Hemisotidae und Arthroleptidae vermuten.

## Gattungen und Arten

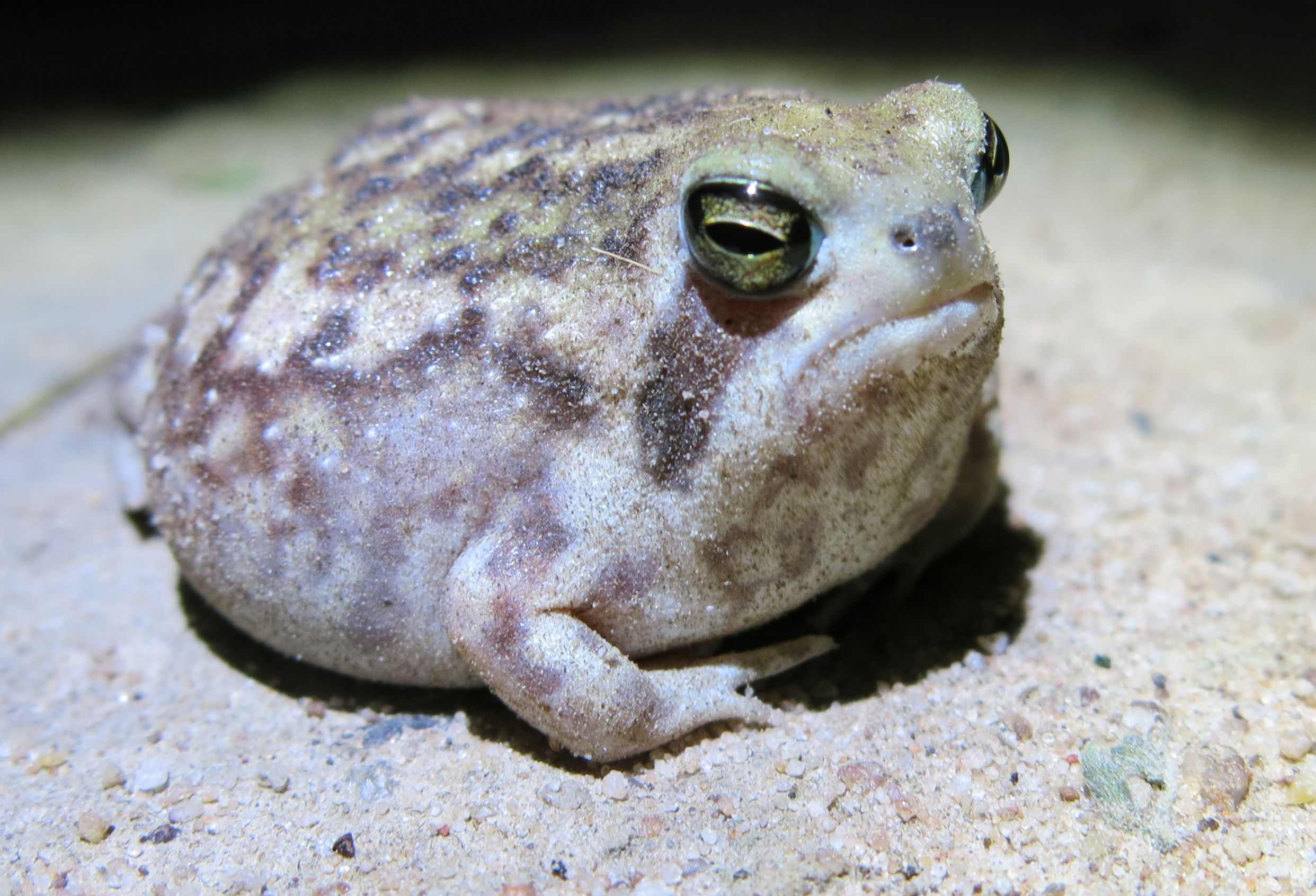
Der Gesprenkelte Kurzkopffrosch Breviceps adspersus

Die Familie der Kurzkopffrösche umfasst fünf Gattungen mit 37 Arten. Dabei beinhaltet die größte Gattung, Breviceps, insgesamt 20 verschiedenen Regenfroscharten, während die Gattungen Balebreviceps und Spelaeophryne monotypisch sind, d. h. nur eine Art beinhalten.
Stand: 10. Mai 2022
- Gattung Balebreviceps Largen & Drewes, 1989 (nur eine Art)
  - Balebreviceps hillmani Largen & Drewes, 1989
- Gattung Regenfrösche Breviceps Merrem, 1820 (20 Arten)

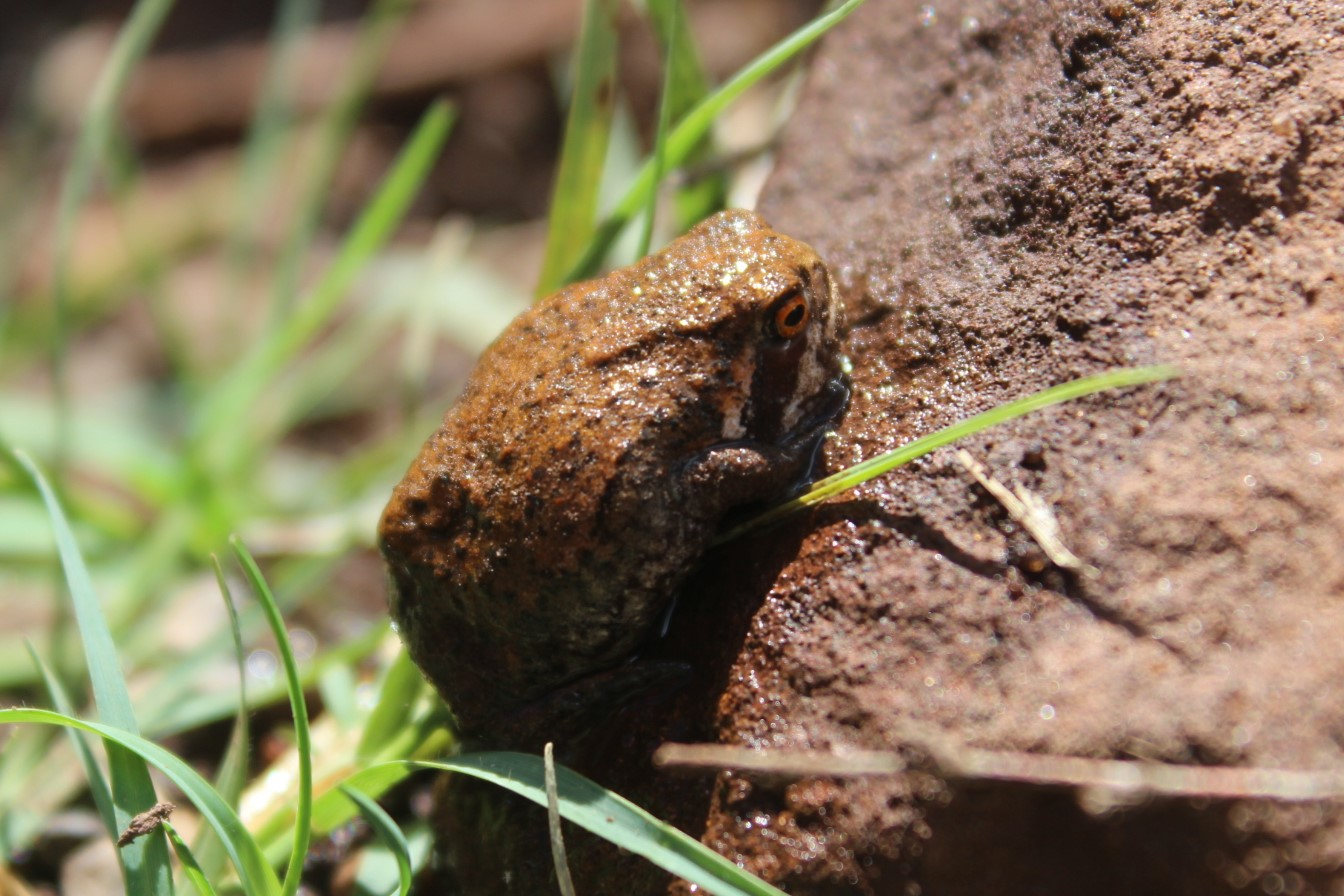
Breviceps mossambicus

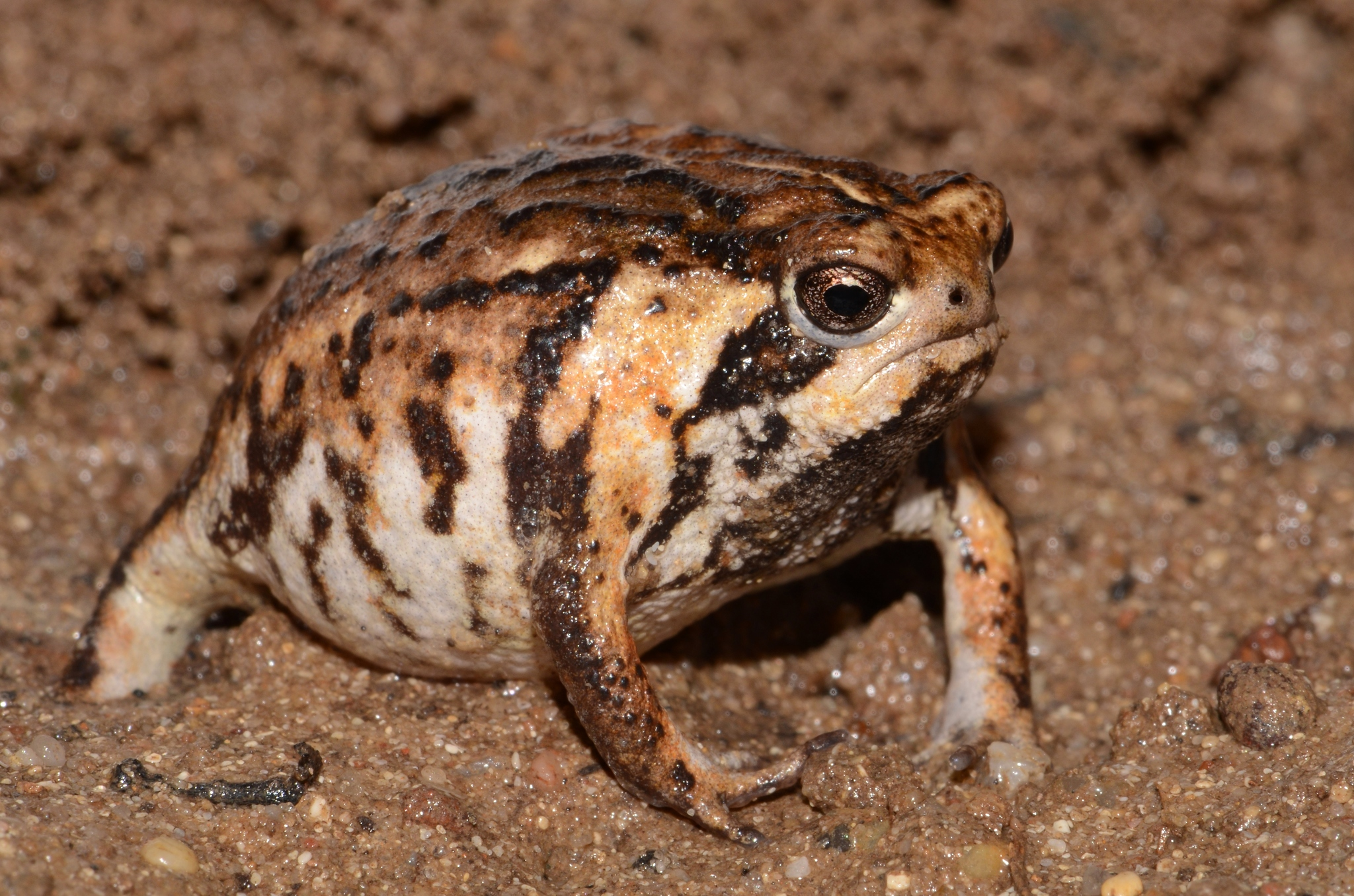
Breviceps rosei

- - Breviceps acutirostris Poynton, 1963
  - Breviceps adspersus Peters, 1882
  - Breviceps bagginsi Minter, 2003
  - Breviceps branchi Channing, 2012
  - Breviceps carruthersi Du Preez, Netherlands & Minter, 2017
  - Breviceps fichus Channing & Minter, 2004
  - Breviceps fuscus Hewitt, 1925
  - Breviceps gibbosus (Linnaeus, 1758)
  - Breviceps macrops Boulenger, 1907
  - Breviceps montanus Power, 1926
  - Breviceps mossambicus Peters, 1854
  - Breviceps namaquensis Power, 1926
  - Breviceps ombelanonga Nielsen, Conradie, Ceríaco, Bauer, Heinicke, Stanley & Blackburn, 2020
  - Breviceps passmorei Minter, Netherlands & Du Preez, 2017
  - Breviceps pentheri Werner, 1899
  - Breviceps poweri Parker, 1934
  - Breviceps rosei Power, 1926
  - Breviceps sopranus Minter, 2003
  - Breviceps sylvestris FitzSimons, 1930
  - Breviceps verrucosus Rapp, 1842
- Gattung Callulina Nieden, 1911 (9 Arten)

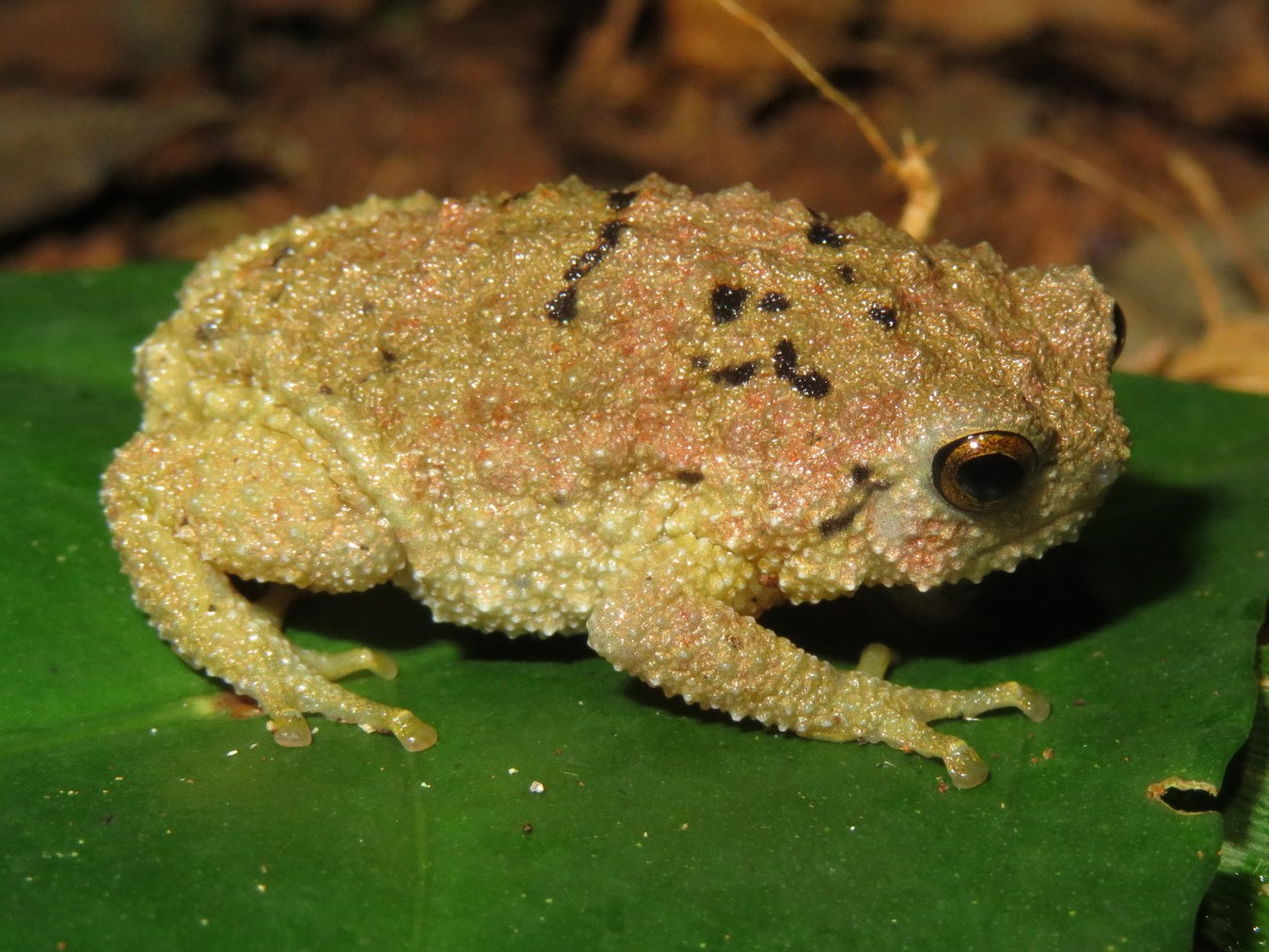
Callulina kreffti

- - Callulina dawida Loader, Measey, de Sá & Malonza, 2009
  - Callulina hanseni Loader, Gower, Müller & Menegon, 2010
  - Callulina kanga Loader, Gower, Müller & Menegon, 2010
  - Callulina kisiwamsitu de Sá, Loader & Channing, 2004
  - Callulina kreffti Nieden, 1911
  - Callulina laphami Loader, Gower, Ngalason & Menegon, 2010
  - Callulina meteora Menegon, Gower & Loader, 2011
  - Callulina shengena Loader, Gower, Ngalason & Menegon, 2010
  - Callulina stanleyi Loader, Gower, Ngalason & Menegon, 2010
- Gattung Probreviceps Parker, 1931 (6 Arten)

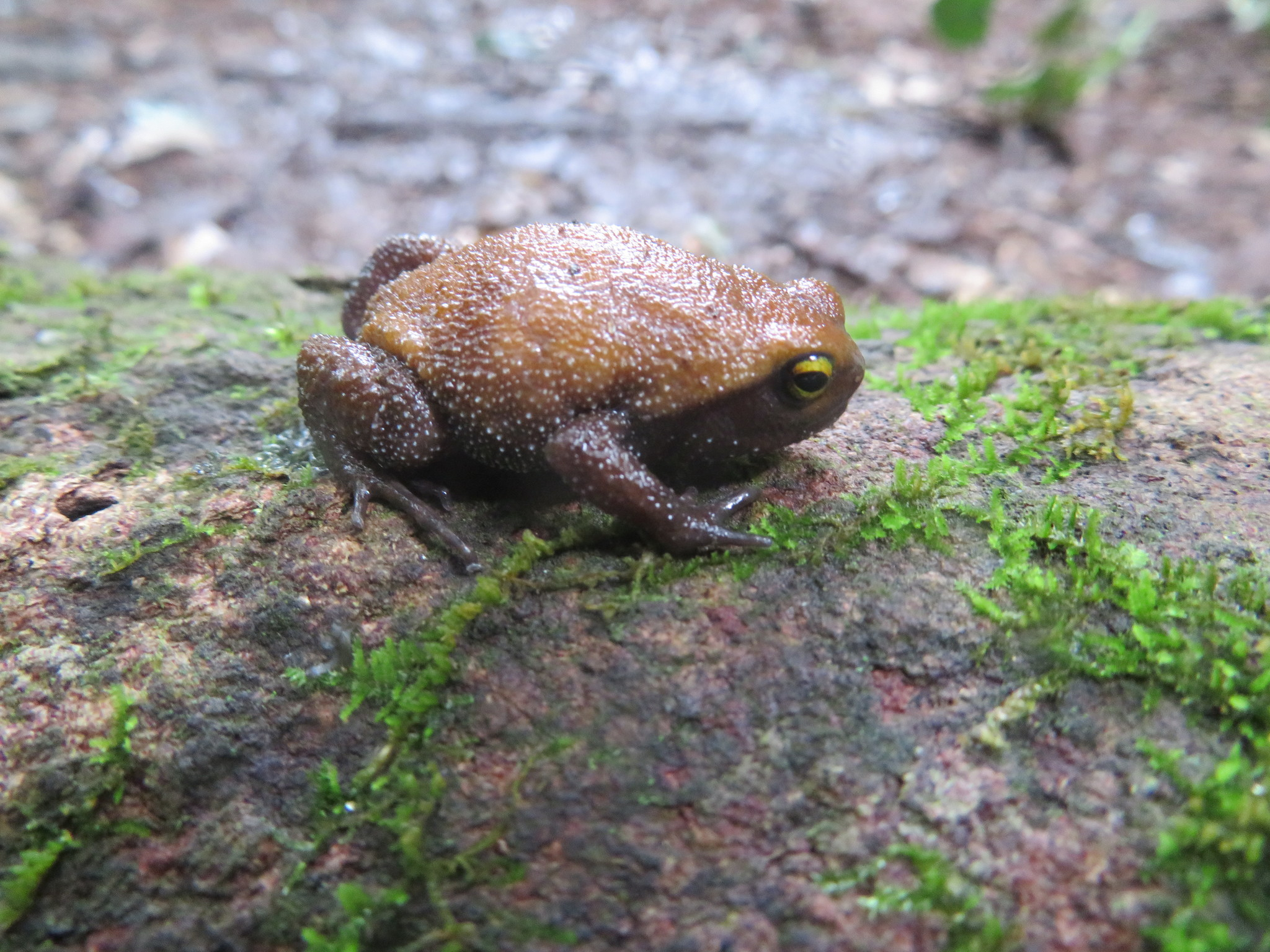
Probreviceps loveridgei

- - Probreviceps  durirostris Loader, Channing, Menegon & Davenport, 2006
  - Probreviceps  loveridgei Parker, 1931
  - Probreviceps  macrodactylus (Nieden, 1926)
  - Probreviceps  rhodesianus Poynton & Broadley, 1967
  - Probreviceps  rungwensis Loveridge, 1932
  - Probreviceps  uluguruensis (Loveridge, 1925)
- Gattung Spelaeophryne Ahl, 1924 (nur eine Art)
  - Spelaeophryne methneri Ahl, 1924